# Mattia Cattaneo
Mattia Cattaneo (Alzano Lombardo, 25 ottobre 1990) è un ciclista su strada italiano che corre per la Soudal Quick-Step. Ha caratteristiche di cronoman e di scalatore ed è professionista dal 2013.

## Carriera

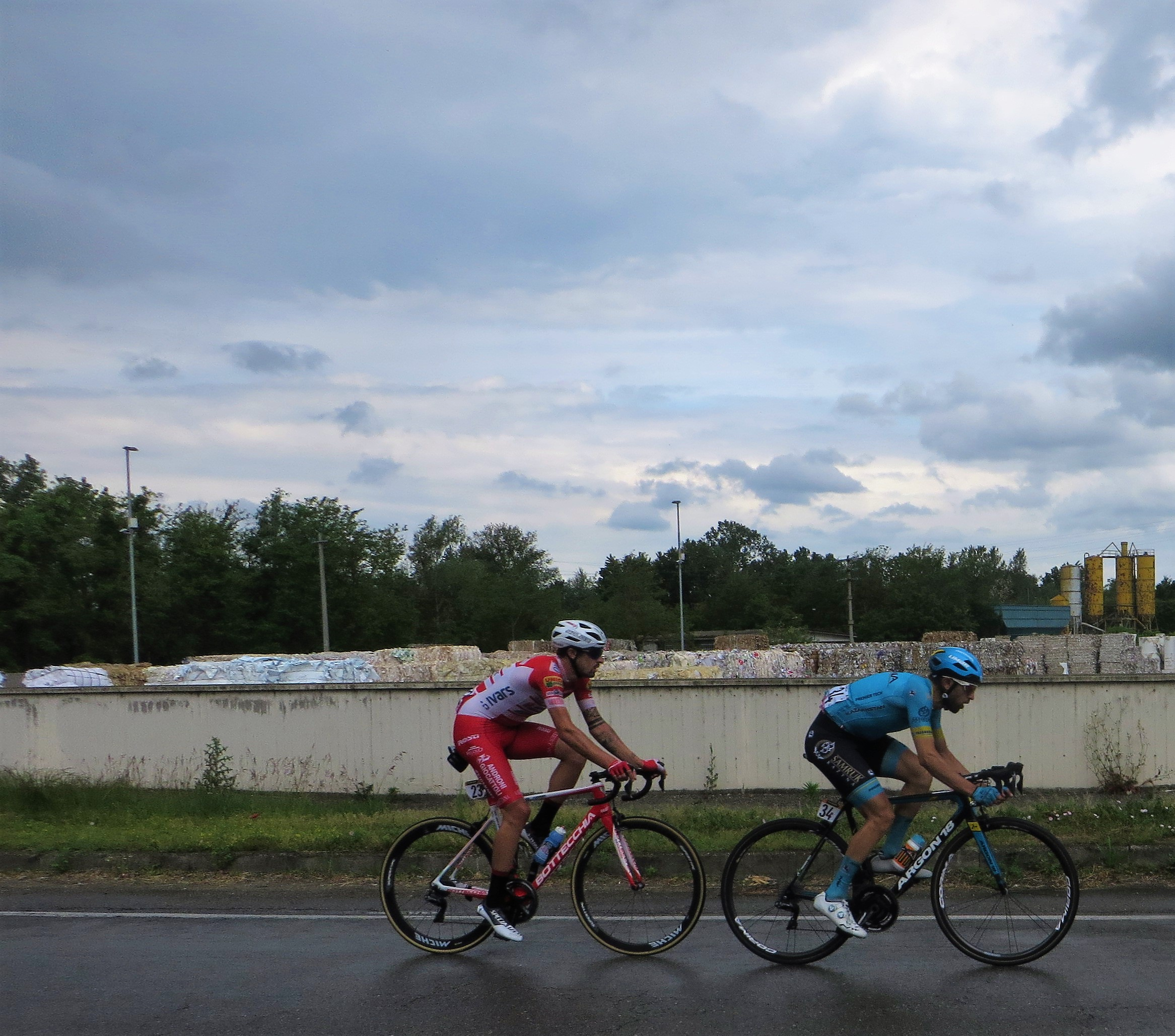
Cattaneo dietro a Cataldo, nei pressi di Momo, durante la 15ª tappa del Giro d'Italia 2019.

Originario di Alzano Sopra, tra il 1999 al 2006 corre nelle categorie giovanissimi, esordienti e allievi con una squadra di Nembro, la Valoti Arredamenti poi dal 2004 G.S. Cicloteam Nembro, senza mai raccogliere successi importanti. Tra gli Juniores veste invece per due anni, dal 2007 al 2008, la maglia della For 3-Milram, dove ha il suo primo exploit di successi.
Tra 2009 e il 2012 gareggia tra i Dilettanti, come Under-23, prima con la divisa della Bottoli-Nordelettrica-Ramonda e poi con quella della Trevigiani-Dynamon-Bottoli. Nel 2009 su aggiudica il Gran Premio di Poggiana; nel 2010 non coglie successi, mentre nel 2011 vince ancora il Gran Premio di Poggiana, ma anche il prestigioso Girobio (Giro d'Italia Under-23), il Gran Premio Capodarco e il Giro delle Pesche Nettarine, piazzandosi inoltre al terzo posto al Tour de l'Avenir in Francia.
Grazie a questi successi riscuote l'interessamento di diverse squadre professionistiche. Nel settembre del 2011 è così la Lampre-ISD, formazione World Tour, a metterlo sotto contratto: secondo l'accordo, il bergamasco avrebbe dovuto gareggiare come stagista con la squadra di Giuseppe Saronni dal 1º agosto 2012, per poi passare professionista con la stessa maglia all'inizio del 2013. Nel 2012, dopo il secondo posto al Trofeo Franco Balestra, Cattaneo non ottiene vittorie, complice anche una frattura al radio rimediata in una caduta al Giro delle Pesche Nettarine. Secondo contratto debutta comunque nelle competizioni pro con la Lampre-ISD in agosto, al Trittico Lombardo, classificandosi tra i primi quindici sia nella Coppa Agostoni che nella Tre Valli Varesine.
Nel 2013 con il team Lampre-Merida fa il suo esordio in numerose classiche come il Giro delle Fiandre e la Liegi-Bastogne-Liegi; approda per la prima volta anche al Giro d'Italia che, però, deve abbandonare presto a causa di una caduta nella settima tappa, da San Salvo a Pescara. Nel 2014, sempre tra le file della Lampre-Merida, partecipa ancora alla Liegi-Bastogne-Liegi e conclude il suo primo Giro d'Italia, al 64º posto.
Ottiene la prima vittoria da professionista al Tour La Provence nel febbraio 2017: scatta a 15 km dall'arrivo della 3ª e ultima tappa, sulla penultima salita, e sul traguardo di Notre Dame de la Garde, il punto più alto di Marsiglia, mantiene 2" di vantaggio su Rohan Dennis, vincitore della classifica finale della corsa proprio davanti a Cattaneo. Nel resto della stagione si mette in luce conquistando il secondo posto nella generale della Okolo Slovenska e il quarto al Tour de l'Ain. 
Nel 2018 ottiene un piazzamento di prestigio al Giro d'Italia nella 18ª frazione, con arrivo in salita a Prato Nevoso, dove giunge terzo al traguardo, alle spalle di Maximilian Schachmann e Rubén Plaza. Si mette in luce nel finale di stagione, ottenendo un sesto posto al Giro della Toscana e un quarto alla Milano-Torino.
Nel 2019 ottiene risultati di prestigio nelle corse di rifinitura in vista del Giro: dopo aver preso parte alla Settimana Internazionale di Coppi e Bartali e al Giro di Sicilia, è al via del Tour of the Alps, dove ottiene quattro top-10 in cinque frazioni e il quarto posto nella classifica generale. Due giorni dopo vince per distacco il Giro dell'Appennino, precedendo il compagno di squadra Fausto Masnada. Alla corsa rosa riesce ad entrare più volte nella fuga di giornata, ottenendo quattro top-10 tra cui spicca il secondo posto nella 16ª frazione, la Ivrea-Como, dove al termine di una lunghissima fuga di oltre 200 km con Dario Cataldo viene battuto allo sprint.  

## Palmarès
- 2007 (Juniores)

Memorial Mario Marchina (cronometro)
Memorial Padre Tarcisio Boccaccio
- 2008 (Juniores)

Como-Ghisallo Trofeo Bellotti
Trofeo Emilio Paganessi
Gran Premio di Pian Camuno
Trofeo CBL Forniture Industriali
Coppa Bonomi
- 2009 (Trevigiani Under-23)

Gran Premio di Poggiana
- 2011 (Trevigiani Under-23)

4ª tappa Giro Ciclistico Pesche Nettarine di Romagna
Classifica generale Giro Ciclistico Pesche Nettarine di Romagna
Classifica generale Giro Ciclistico d'Italia
Gran Premio di Poggiana
Gran Premio Capodarco
- 2012 (Trevigiani Under-23)

Ruota d'Oro
- 2017 (Androni Giocattoli-Sidermec, una vittoria)

3ª tappa Tour La Provence (Aix-en-Provence > Marsiglia)
- 2019 (Androni Giocattoli-Sidermec, una vittoria)

Giro dell'Appennino
- 2021 (Deceuninck-Quick Step, una vittoria)

4ª tappa Giro del Lussemburgo (Dudelange, cronometro)
- 2023 (Soudal Quick-Step, una vittoria)

6ª tappa Giro di Polonia (Katowice, cronometro)

### Altri successi
- 2024 (Soudal Quick-Step)

Campionati europei, Staffetta mista

## Piazzamenti

### Grandi Giri
- Giro d'Italia

2013: ritirato (7ª tappa)
2014: 64º
2018: 33º
2019: 28º
2023: non partito (11ª tappa)
2025: 44º
- Tour de France

2021: 12º
2022: 95º
2025: ritirato (7ª tappa)
- Vuelta a España

2015: ritirato (13ª tappa)
2016: 102º
2020: 17°
2023: 34º
2024: 23º

### Classiche monumento
- Milano-Sanremo

2016: 146º
2017: 48º
2019: 101º
2022: 104º
2024: 76º
2025: 88º
- Giro delle Fiandre

2013: 60º
- Liegi-Bastogne-Liegi

2013: ritirato
2014: 99º
- Giro di Lombardia

2016: 47º
2017: ritirato
2018: 19º
2020: ritirato
2023: 70°
2024: 63°

### Competizioni mondiali
- Campionati del mondo

Città del Capo 2008 - In linea Juniores: 2º
Limburgo 2012 - Cronometro Under-23: 49º
Limburgo 2012 - In linea Under-23: 106º
Ponferrada 2014 - Cronosquadre: 15º
Richmond 2015 - Cronosquadre: 15º
Glasgow 2023 - Staffetta: 5º
Glasgow 2023 - Cronometro Elite: 8º
Zurigo 2024 - Staffetta mista: 3º
Zurigo 2024 - In linea Elite: 63º

### Competizioni europee
- Campionati europei

Verbania 2008 - In linea Juniores: 6º
Offida 2011 - Cronometro Under-23: 20º
Offida 2011 - In linea Under-23: 5º
Trento 2021 - In linea Elite: ritirato
Monaco di Baviera 2022 - Cronometro Elite: 14º
Drenthe 2023 - Cronometro Elite: 5º
Drenthe 2023 - Staffetta mista Elite: 2º
Drenthe 2023 - In linea Elite: 76º
Limburgo 2024 - Cronometro Elite: 3º
Limburgo 2024 - Staffetta mista Elite: vincitore
Limburgo 2024 - In linea Elite: 46º
- Giochi europei

In linea - Minsk 2019: 65°

## Riconoscimenti
- Premio Italia Under-23 nel 2011